# NGC 5636
NGC 5636 est une galaxie lenticulaire située dans la constellation de la Vierge. Sa vitesse par rapport au fond diffus cosmologique est de 1 887 ± 17 km/s, ce qui correspond à une distance de Hubble de 27,8 ± 2,0 Mpc (∼90,7 millions d'al). NGC 5636 a été découverte par l'astronome germano-britannique William Herschel en 1786.
NGC 5636 est II présente une large raie HI.
La distance de Hubble de NGC 5638 est de 28,2 ± 2,0 Mpc (∼92 millions d'al), soit presque la même que celle de NGC 5636. Il est donc possible NGC 5636 et NGC 5638 forment une paire de galaxie en interaction, ce qui expliquerait l'apparence particulière de NGC 5636. D'autre part, selon Abraham Mahtessian, NGC 5638 et IC 1024 forment une paire de galaxies. On serait donc en présence d'une triplet de galaxies. Notons que ces trois galaxies font partie du groupe de NGC 5746.

## Groupe de NGC 5746
Selon A. M. Garcia, NGC 5636 fait partie du groupe de NGC 5746. Ce groupe de galaxies compte au moins 31 membres dont NGC 5638, NGC 5658 (=PGC 51957), NGC 5668, NGC 5690, NGC 5691, NGC 5692, NGC 5701, NGC 5705, NGC 5713, NGC 5719, NGC 5725, NGC 5740, NGC 5746, NGC 5750, IC 1022, IC 1024 et IC 1048.
Sur le site « Un Atlas de l'Univers », Richard Powell mentionne aussi le groupe de NGC 5746, mais il n'y figure que 14 galaxies. Six autres galaxies du groupe de NGC 5746 de Garcia, dont NGC 5636, se trouvent dans un autre groupe mentionné par Powell, soit le groupe de NGC 5638. Selon Powell, la galaxie NGC 5701 ne fait pas partie d'un groupe de galaxies et les autres galaxies de Garcia ne figurent pas dans celles retenues par celui-ci.
Le groupe de NGC 5746 fait partie de l'Amas de la Vierge III, un des amas du superamas de la Vierge.